# Герб Тернопольской области
Герб Тернопольской области (укр. Герб Тернопільської області) — один из официальных символов Тернопольской области Украины. Принят 18 ноября 2003 года  решением Тернопольского областного совета №203.

## Описание
Округлённый снизу щит синего фона, обрамлённый золотой каймой. В главе щита — три серебряные (белые) башни с открытыми воротами, в которых золотой цоколь и золотые бойницы. У каждой башни — три подножия. В центральной части щита — накрест золотые меч (вертикально, острием книзу) и ключ (горизонтально, ушком влево, бородкой книзу). 
Большой герб состоит из малого герба и вспомогательных элементов: щита, наложенного на пшеничный колос, декоративных ветвей украинского орнамента и малиновых лент девиза, которые увенчаны золотым трезубцем.

## Герб 2001 года
Утверждён решением Тернопольского областного совета от 21 декабря 2001 года № 317.
В лазоревом поле с золотой главой, обременённой тремя серебряными башнями, перекрещенные золотой меч остриём вниз и ключ того же металла бородкой вправо. Щит может накладываться на золотой пшеничный сноп, декоративные ветви, перевитые малиновой лентой и увенчанные золотым трезубом.

Большой герб Тернопольской области 2001-2003 годов.

## Символика
Согласно «Положению о содержании, описании и порядок применения символики Тернопольской области», меч и ключ в гербе отражают историческую роль края в защите украинских земель и Европы от нашествия завоевателей с древних времён. Три крепостные башни символизируют три исторические земли, из частей которых сформирована современная Тернопольская область — Галичину, Волынь и Подолье, и характеризуют один из важнейших исторических факторов региона, в котором сосредоточено наибольшее количество оборонных замков Украины.

## Источник
- Украинское геральдическое общество
- Гречило А. Современные символы областей Украины. — Киев, 2008. — С. 36—37.